# Худоб'як Ігор Ярославович
Це стаття про футбольного півзахисника 1985 р. н. Для інформації про футбольного нападника 1987 р. н. з таким самим іменем та прізвищем див. статтю Худоб'як Ігор Орестович
І́гор Яросла́вович Худоб'я́к (нар. 20 лютого 1985, Івано-Франківськ) — український футболіст. Півзахисник. 
Увійшов до символічної збірної «Карпат» часів незалежності. «Зірка Карпат» (нагорода найкращому футболістові клубу): 2006 і 2009. Виступав за національну збірну України. Зіграв за Карпати 295 матчів і забив 37 голів у чемпіонатах України.

## Біографія
Вихованець івано-франківських ДЮСШ «Прикарпаття», ДЮФК «Галичина» і ДЮСШ № 3. Перший тренер — Віктор Поптанич (навчав його футбольної майстерності 7 років). Саме цей фахівець, побачивши талант дитини, розвинув технічний арсенал Худоб'яка і прищепив йому культуру пасу. Закінчив Прикарпатський національний університет імені Василя Стефаника (факультет фізичного виховання і спорту).

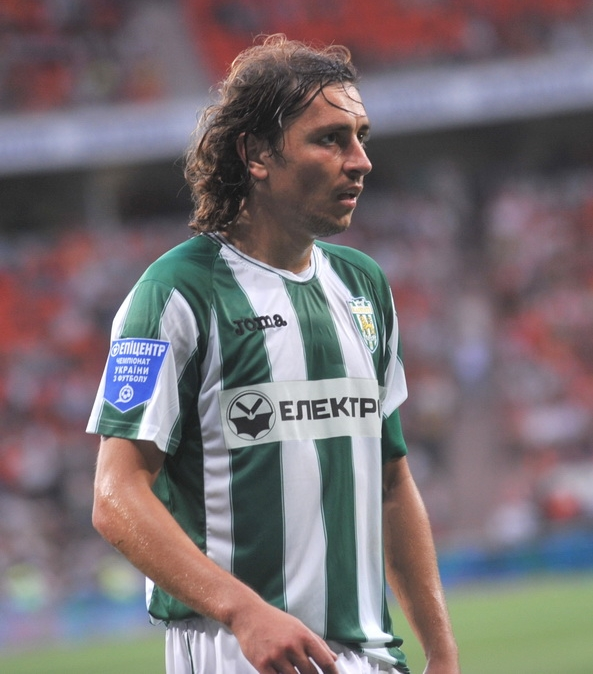
Ігор Худоб'як під час виступів за «Карпати». 24 липня 2011 року.

Починав кар'єру нападником в івано-франківській команді «Чорногора», яка тоді вважалася муніципальним колективом, створеним на базі місцевих ДЮФК та університету імені Василя Стефаника. Потрапивши 15-літнім юнаком у команду досвідчених гравців, Ігор відзначався технічним арсеналом, бажанням і далі вдосконалювати футбольну майстерність. На відміну від більшості гравців, що догравали в команді, в Ігореві тренер команди Віктор Клим'юк побачив здібного футболіста та відповідно до його задатків знайшов йому місце на полі, яке надалі Ігор більше не змінював. За рік Ігор став лідером команди та разом з однолітками Ярославом Годзюром та Петром Чабаном (ще кількома вихованцями Віктора Поптанича) показував змістовну гру. 2005 року через фінансові проблеми муніципальній команді довелося направити кількох своїх найкращих вихованців до найвідомішої команди краю — івано-франківського «Спартака», але той колектив так і не вдалося підняти з дна першої ліги, хоча саме новобранець Худоб'як став другим за результативністю в колективі та, отримавши хорошу пресу, мав надії на переїзд до відоміших колективів.
Улітку 2005 року перейшов до «Карпат» (Львів), де одразу ж став одним із лідерів колективу, який того сезону вийшов до півфіналу Кубка України та посів 2-е місце у першій лізі, вийшовши до вищої.
Дуже вдало для Ігоря стартувала першість України 2006/07 — у першому колі він разом із результативним форвардом Вільямом Рошею Батістою своїми ривками, пасами і ударами завдавав найбільше проблем суперникам. Відвідувачі сторінки ua-football.com поставили його у трійку найперспективніших українських молодих гравців 2006 року — услід за Дмитром Чигринським та Артемом Мілевським.
Швидко Ігор став одним із улюбленців львівських фанів. Отримував «Зірку Карпат» — приз найкращому футболістові клубу — у 2006 і 2009 роках. У вересні 2009 року підписав новий контракт з клубом за схемою 3+2 роки.
27 травня 2013 року виставлений на трансфер після невдалого для львів'ян попереднього сезону. 27 червня перейшов на правах оренди в «Ростов» Дебютував за ростовчан у матчі першого туру проти грозненського «Терека», вийшовши на заміну на 67 хвилині замість Олександра Гацкана, по закінченню сезону повернувся в розташування «Карпат». Визнаний найкращим гравцем УПЛ за березень 2017 року.
На початку 2018 року залишив «Карпати» і незабаром став гравцем казахстанського «Акжайика», де став виступати з рядом інших українців під керівництвом співвітчизника Володимира Мазяра. З 2019 р. виступає за кіпрський клуб «Етнікос» (Ахна). У 2022 р. як капітан вивів команду у фінал кубка Кіпру, де поступилися по пенальті (влучив у штангу).

### Кар'єра в збірній
Провів 1 матч за молодіжну збірну України до 21 року 6 вересня 2006 року на виїзді проти Хорватії (1:2).
Вперше в національну збірну України його викликав Олексій Михайличенко у листопаді 2009 року до кваліфікаційних матчів проти Греції, проте в тому матчі на поле не виходив.
29 травня 2010 року дебютував у складі національної збірної України у товариському матчі з збірної Румунії (3:2). Всього за збірну зіграв у 6 матчах, голів не забивав.

## Досягнення
«Карпати»
- Срібний призер Першої ліги України (1): 2005/06

«Ростов»
- Володар Кубку Росії (1): 2013/14

«Етнікос»
- Фіналіст Кубок Кіпру (1): 2021/22

## Особисте життя
Із майбутньою дружиною Іриною Шрам, яка на рік молодша від Ігоря, познайомився 2005 року на дискотеці в Івано-Франківську. Одружилися 2007 року. Діти: донька Дарина (2008 р. н.) і син Марко (2014 р. н.).

## Стиль гри
Діє на місці атакувального півзахисника, переважно на правому боці поля. Відзначається високою швидкістю, технікою та точними ударами і пасами. Через невеликі габарити невпевнено діє у грі головою та програє силові двоборства.

## Статистика виступів

### Клубна кар'єра
Інформацію подано станом на 18 грудня 2017 року.
| Сезон     | Клуб                           | Ліга         | Чемпіонат | Чемпіонат | Кубок | Кубок |
| Сезон     | Клуб                           | Ліга         | Ігри      | Голи      | Ігри  | Голи  |
| --------- | ------------------------------ | ------------ | --------- | --------- | ----- | ----- |
| 2001—2002 | «Чорногора» (Івано-Франківськ) | Друга ліга   | 10        | 0         | 0     | 0     |
| 2002—2003 | «Чорногора» (Івано-Франківськ) | Друга ліга   | 20        | 1         | 0     | 0     |
| 2003—2004 | «Чорногора» (Івано-Франківськ) | Друга ліга   | 30        | 1         | 1     | 0     |
| 2004—2005 | «Спартак» (Івано-Франківськ)   | Перша ліга   | 29        | 8         | 2     | 0     |
| 2005—2006 | «Карпати» (Львів)              | Перша ліга   | 33        | 5         | 6     | 0     |
| 2006—2007 | «Карпати» (Львів)              | Вища ліга    | 22        | 1         | 2     | 0     |
| 2007—2008 | «Карпати» (Львів)              | Вища ліга    | 29        | 4         | 1     | 0     |
| 2008—2009 | «Карпати» (Львів)              | Прем'єр-ліга | 29        | 4         | 1     | 0     |
| 2009—2010 | «Карпати» (Львів)              | Прем'єр-ліга | 30        | 5         | 2     | 2     |
| 2010—2011 | «Карпати» (Львів)              | Прем'єр-ліга | 26        | 6         | 2     | 0     |
| 2011—2012 | «Карпати» (Львів)              | Прем'єр-ліга | 23        | 0         | 3     | 0     |
| 2012—2013 | «Карпати» (Львів)              | Прем'єр-ліга | 29        | 2         | 3     | 0     |
| 2013—2014 | «Ростов» (Ростов-на-Дону)      | Прем'єр-ліга | 13        | 0         | 1     | 0     |
| 2014—2015 | «Карпати» (Львів)              | Прем'єр-ліга | 23        | 3         | 2     | 0     |
| 2015—2016 | «Карпати» (Львів)              | Прем'єр-ліга | 23        | 2         | 1     | 0     |
| 2016—2017 | «Карпати» (Львів)              | Прем'єр-ліга | 29        | 5         | 1     | 0     |
| 2017—2018 | «Карпати» (Львів)              | Прем'єр-ліга | 14        | 1         | 1     | 0     |
| 2018      | «Акжайик»                      | Прем'єр-ліга | 19        | 1         | 0     | 0     |
| 2019—2022 | «Етнікос»                      | Прем'єр-ліга | 75        | 7         | 5     | 0     |

### Виступи у збірній

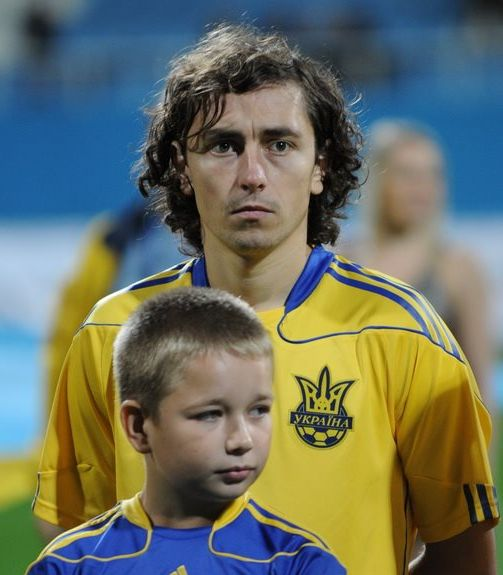

| 01. | 29.05.2010 | «Україна», Львів        | Україна — Румунія  | 3-2 | Товариський матч | 90' |  |  |  |
| 02. | 04.09.2010 | «Відзев», Лодзь         | Польща — Україна   | 1-1 | Товариський матч | 65' |  |  |  |
| 03. | 07.09.2010 | «Динамо», Київ          | Україна — Чилі     | 2-1 | Товариський матч | 53' |  |  |  |
| 04. | 08.10.2010 | «Динамо», Київ          | Україна — Канада   | 2-2 | Товариський матч | 90' |  |  |  |
| 05. | 11.10.2010 | «Прайд Парк», Дербі     | Бразилія — Україна | 2-0 | Товариський матч | 46' |  |  |  |
| 06. | 06.06.2011 | «Донбас Арена», Донецьк | Україна — Франція  | 1-4 | Товариський матч | 74' |  |  |  |